# Granja de Moreruela
Granja de Moreruela è un comune spagnolo di 359 abitanti situato nella comunità autonoma di Castiglia e León.
Il principale monumento è l'abbazia di Santa Maria di Moreruela, uno tra gli esempi più significativi dei primi insediamenti cistercensi in Spagna.